# Dongling Shan
Dongling Shan (kinesiska: 东灵山) är ett berg i Kina. Det ligger i den nordöstra delen av landet, 80 km väster om huvudstaden Peking. Toppen på Dongling Shan är 2 207 meter över havet.
Terrängen runt Dongling Shan är huvudsakligen kuperad, men österut är den bergig. Runt Dongling Shan är det tätbefolkat, med 286 invånare per kvadratkilometer. Närmaste större samhälle är Qingshui, 16,3 km sydost om Dongling Shan. I omgivningarna runt Dongling Shan växer i huvudsak blandskog.